# Procesión de Santa Marta de Ribarteme
La Procesión o Romería de Santa Marta de Ribarteme  -popularmente denominada Romería de los muertos (os cadaleitos, en gallego)- es una festividad religiosa que se celebra cada 29 de julio en la parroquia de San José de Ribarteme en Las Nieves (Pontevedra), municipio de la provincia de Pontevedra, Galicia. Los registros de esta celebración datan del año 1700 (S.XVIII) ya que fue en este año la primera mención escrita, pero se presupone que la celebración es aún más antigua dado que en los primeros registros se destaca una gran afluencia de religiosos que llegaban al municipio a venerar a Santa Marta, patrona de los resucitados y guardiana de las almas en el más allá.

## Origen de la celebración
La devoción a Santa Marta surge de la referencia bíblica sobre los milagros de resurrección que esta concibió. Marta, hermana de Lázaro, se vio forzada a abandonar Jerusalén después de la muerte de Jesucristo y llegó a Marsella dónde obtuvo el reconocimiento de resucitadora tras revivir a un hombre que en su agonía se acercaba a ella. Desde entonces es, para los creyentes, patrona de los resucitados y guardiana de las almas.
La celebración, bautizada como Romería de los muertos, está entre las festividades más raras del mundo según el periódico The Guardian y es evento de interés turístico. Su origen proviene de la Edad Media, cuando monjes de las cofradías religiosas e hidalgos retornados de las Cruzadas llegaban a los caminos del Valle del Termes por el "camiño dos frades", lugar de peregrinación en Compostela de Santa Isabel de Portugal en los años 1327 y 1335. Pero no fue hasta el año 1700 cuando se hizo mención de esta procesión por la que el entonces obispo de Tui, ordenó la reparación de la capilla de la actual parroquia de San Xosé de Ribarteme, que fue finalmente reformada en 1722. La capilla fue sustituida en 1805 por el santuario dedicado a Santa Marta que sigue vigente hasta nuestras fechas.

## El ritual
La Romería de los muertos sobrepasa lo religioso, es, para sus asistentes, una experiencia extraordinaria en la que conviven la espiritualidad, la emoción y la cultura y tradición del lugar. El evento consiste en la celebración de misas y la procesión desde el santuario hasta los caminos que rodean el ayuntamiento de As Neves. Según la programación habitual las misas dan comienzo a las siete de la mañana y se celebran cada hora hasta las doce del mediodía, y a las ocho de la noche se da una última eucaristía como cierre de la celebración. La procesión, comienza al término de la misa de mediodía y es lo característico de la romería ya que durante el recorrido, los devotos, además de dedicar cantos de agradecimiento y súplicas a la virgen, cargan con ataúdes en los que van tumbados los penitentes -denominados cadaleitos- que por razón de haber pasado alguna grave enfermedad o haberse visto cerca de la muerte agradecen de esta forma a Santa Marta por seguir con vida. Como excepción, cuando los penitentes son niños los ataúdes van vacíos o cerrados.
Cuando se termina el recorrido los creyentes regresan al templo donde dejan los ataúdes y a la virgen, a la que le dirigen los cantos de cierre de la procesión. Para cerrar la celebración los devotos bailan y escuchan música tradicional, y comparten comida, platos de la gastronomía típica de la zona como pulpo a la gallega, churrasco y vino. Además celebran una tradicional subasta en la que los parroquianos ofertan bienes y animales para recaudar dinero que después suelen consignar a los gastos de la romería.
En contra de la opinión y la emoción por la tradición de los lugareños de As Neves, fieles de Santa Marta, el párroco de San Xosé de Ribarteme (Francisco Javier de Ramiro Crespo) que ocupa el cargo desde 2021, impuso la prohibición de cargar ataúdes durante la procesión, categorizando esta centenaria tradición como "supersticiones, folclores o brujerías" según sus palabras, y mantiene que "os cadaleitos" no desfilarán durante su cargo.

## Interés internacional
Por su singular celebración, la Romería de Santa Marta de Ribarteme es reconocida tanto dentro como fuera de España. Su distintiva ubicación -en la Rivera del Río Termes-, la antigüedad de su historia y las peculiaridades de la tradición -la marcha de ataúdes- confluyen para hacer de ésta celebración un evento de interés internacional. Tal es su alcance que incluso diarios e informativos como The Guardian la han incluido entre las festividades más curiosas del mundo, dándole el segundo puesto en una publicación del año 2008. El periódico británico no es el único que ha informado sobre ésta romería, también el Nathional Geografic y el New York Times le han dedicado unos párrafos, y en el año 2020 fue motivo de publicación en un periódico japonés.